# ジロ・デ・イタリア・ウィメン
ジロ・デ・イタリア・ウィメン（Giro d'Italia Women）は、例年7月上旬にイタリアを舞台に行われる、女子自転車ロードレースのステージレース。2012年までと2022、23年はジロ・ドンネ (Giro Donne)、2013年から2020年までジロ・ローザ (Giro Rosa)、2021年はジロ・デ・イタリア・ドンネ（Giro d'Italia Donne）と呼ばれていた。2024年より、イタリア語と英語の混合した現在の名称となった。

## 概要
日本ではかつて、ジロ・デ・イタリア女子（あるいは、「女子ジロ・デ・イタリア」伊: Giro d'Italia Femminile）とも呼ばれていたことがある。ツール・ド・フランス・ファム、ラ・ブエルタ・フェメニーナとともに、女子ロードレースのグランツールとして位置付けられている。かつては概ね9ないし10ステージ組まれていたが、現在は8ステージで争われる。

## 歴代上位入賞者
| 年   | 優勝                                   | 2位                                    | 3位                                    |
| ---- | -------------------------------------- | -------------------------------------- | -------------------------------------- |
| 1988 | マリア・カニンス (ITA)                 | エリザベス・ヘップル (AUS)             | ペトラ・ロスナー (GER)                 |
| 1989 | ロベルタ・ボナノーミ (ITA)             | アレクサンドラ・コリアセヴァ (URS)     | テア・ヴィクステット＝ニュマン (FIN)   |
| 1990 | カテリーヌ・マルサル (FRA)             | マリア・カニンス (ITA)                 | キャスリン・ワット (AUS)               |
| 1993 | レンカ・イラヴスカー (SVK)             | ルーツィア・ツベルク (SUI)             | イメルダ・キアッパ (ITA)               |
| 1994 | ミケーラ・ファニーニ (ITA)             | キャスリン・ワット (AUS)               | ルーツィア・ツベルク (SUI)             |
| 1995 | ファビアーナ・ルペリーニ (ITA)         | ルーツィア・ツベルク (SUI)             | ロベルタ・ボナノーミ (ITA)             |
| 1996 | ファビアーナ・ルペリーニ (ITA)         | アレッサンドラ・カッペッロット (ITA)   | イメルダ・キアッパ (ITA)               |
| 1997 | ファビアーナ・ルペリーニ (ITA)         | リンダ・ジャクソン (CAN)               | エディタ・プチンスカイテー (LTU)       |
| 1998 | ファビアーナ・ルペリーニ (ITA)         | リンダ・ジャクソン (CAN)               | バーバラ・ヘープ (SUI)                 |
| 1999 | ホアネ・ソマリバ (ESP)                 | スヴェトラナ・ブブネコヴァ (RUS)       | ダニエラ・ヴェロネージ (SMR)           |
| 2000 | ホアネ・ソマリバ (ESP)                 | アレッサンドラ・カッペッロット (ITA)   | ヴァレンティナ・ポルハノヴァ (RUS)     |
| 2001 | ニコーレ・ブレンドリ (SUI)             | ディアナ・ジリウーテー (LTU)           | エディタ・プチンスカイテー (LTU)       |
| 2002 | スヴェトラナ・ブブネコヴァ (RUS)       | ジナイダ・スタルスカヤ (BLR)           | ディアナ・ジリウーテー (LTU)           |
| 2003 | ニコーレ・ブレンドリ (SUI)             | エディタ・プチンスカイテー (LTU)       | ホアネ・ソマリバ (ESP)                 |
| 2004 | ニコール・クック (GBR)                 | ファビアーナ・ルペリーニ (ITA)         | プリスカ・ドップマン (SUI)             |
| 2005 | ニコーレ・ブレンドリ (SUI)             | ホアネ・ソマリバ (ESP)                 | エディタ・プチンスカイテー (LTU)       |
| 2006 | エディタ・プチンスカイテー (LTU)       | ニコーレ・ブレンドリ (SUI)             | スザンヌ・ユンスコック (SWE)           |
| 2007 | エディタ・プチンスカイテー (LTU)       | ニコーレ・ブレンドリ (SUI)             | マリベル・モレノ (ESP)                 |
| 2008 | ファビアーナ・ルペリーニ (ITA)         | アンバー・ネーベン (USA)               | クラウディア・ホイズラー (GER)         |
| 2009 | クラウディア・ホイズラー (GER)         | マラ・アボット (USA)                   | ニコーレ・ブレンドリ (SUI)             |
| 2010 | マラ・アボット (USA)                   | ユーディト・アルント (GER)             | タティアナ・グデルツォ (ITA)           |
| 2011 | マリアンヌ・フォス (NED)               | エマ・プーリー (GBR)                   | ユーディト・アルント (GER)             |
| 2012 | マリアンヌ・フォス (NED)               | エマ・プーリー (GBR)                   | エヴェリン・スティーヴンス (USA)       |
| 2013 | マラ・アボット (USA)                   | タティアナ・グデルツォ (ITA)           | クラウディア・ホイズラー (GER)         |
| 2014 | マリアンヌ・フォス (NED)               | ポーリーヌ・フェラン＝プレヴォ (FRA)   | アンナ・ファン・デル・ブレッヘン (NED) |
| 2015 | アンナ・ファン・デル・ブレッヘン (NED) | マラ・アボット (USA)                   | メーガン・グアルナー (USA)             |
| 2016 | メーガン・グアルナー (USA)             | エヴェリン・スティーヴンス (USA)       | アンナ・ファン・デル・ブレッヘン (NED) |
| 2017 | アンナ・ファン・デル・ブレッヘン (NED) | エリーザ・ロンゴ・ボルギーニ (ITA)     | アネミック・ファン・フルーテン (NED)   |
| 2018 | アネミック・ファン・フルーテン (NED)   | アシュリー・モールマン (RSA)           | アマンダ・スプラット (AUS)             |
| 2019 | アネミック・ファン・フルーテン (NED)   | アンナ・ファン・デル・ブレッヘン (NED) | アマンダ・スプラット (AUS)             |
| 2020 | アンナ・ファン・デル・ブレッヘン (NED) | カタジナ・ニエウィアドーマ (POL)       | エリーザ・ロンゴ・ボルギーニ (ITA)     |
| 2021 | アンナ・ファン・デル・ブレッヘン (NED) | アシュリー・モールマン (RSA)           | デミ・フォレリング (NED)               |
| 2022 | アネミック・ファン・フルーテン (NED)   | マルタ・カヴァッリ (ITA)               | マビ・ガルシア (ESP)                   |

## 日本人の戦績
- 萩原麻由子 - 2013年、2014年、2015年、2016年完走（最終成績2013年総合66位[2]、2014年総合19位[3]、2015年総合17位[4]、2016年総合36位[5])　2014年第3ステージ3位[1]、2015年第6ステージ優勝[6]
- 與那嶺恵理 - 2016年、2017年完走（最終成績2016年総合25位[5]、2017年総合29位[7])